# Théâtre des Gémeaux Parisiens
Le Théâtre des Gémeaux Parisiens est un théâtre parisien situé rue du Retrait dans le 20e arrondissement de Paris, au sein du quartier de Ménilmontant.
Il succède au Théâtre de Ménilmontant, fermé en décembre 2018, dont il reprend les locaux. Ces derniers subissent une profonde rénovation en 2023 et début 2024. Une première salle de 300 personnes, disposant d'une scène de 11 mètres sur 11, est finalisée en vue des représentations prévues à son ouverture.
Ses directeurs, Nathalie Lucas et Serge Paumier, jettent leur dévolu sur ce lieu en raison de son ancrage profond dans l'histoire de Ménilmontant et de la vie culturelle parisienne. Ils le rebaptisent en référence au théâtre des Gémeaux d'Avignon, qu'ils fondent en 2019. Ils souhaitent à terme en faire du théâtre parisien un jumeau de celui d'Avignon, avec deux salles de représentation,,,
Le théâtre des Gémeaux Parisiens a été inauguré le 14 septembre 2024.
Huit spectacles sont à l’affiche de septembre à décembre 2024, dont le célèbre Le Père Goriot de Honoré de Balzac,